# جايمس غيبسون
جايمس غيبسون، توفي في 1951، رئيس سابق لنادي مانشستر يونايتد الإنجليزي في الفترة ما بين 1931 و1951.